# James Bausch
James Aloysius Bernard Bausch, född 28 mars 1906 i Marion Junction i South Dakota, död 9 juli 1974 i Hot Springs, var en amerikansk friidrottare.
Bausch blev olympisk mästare i tiokamp vid olympiska sommarspelen 1932 i Los Angeles.